# Restless and Wild
Restless and Wild är den tyska gruppen Accepts fjärde studioalbum, utgivet 1982.

## Låtlista
1. "Fast As a Shark" – 3:49
2. "Restless and Wild" – 4:12
3. "Ahead of the Pack" – 3:24
4. "Shake Your Heads" – 4:17
5. "Neon Nights" – 6:02
6. "Get Ready" – 3:41
7. "Demon's Night" – 4:28
8. "Flash Rockin' Man" – 4:28
9. "Don't Go Stealin' My Soul Away" – 3:16
10. "Princess of the Dawn" – 6:16